# Умберто Еко
Умбе́рто Е́ко (італ. Umberto Eco; 5 січня 1932, Алессандрія, П'ємонт, Італія — 19 лютого 2016, Мілан, Італія) — італійський письменник, філософ, лінгвіст, літературний критик, спеціаліст із семіотики і медієвіст.

## Біографія
Прізвище Еко (Eco), ймовірно, є абревіатурою від лат. ex caelis oblatus, дос. «дарунок з небес», яке було дане його дідові (знайді) міськими урядовцями.
Його батько, Джуліо Еко, працював бухгалтером, а потім був учасником трьох війн. Під час Другої світової війни Умберто і його мати, Джованна, переїхали в невелике село в горах П'ємонту.
Шкільну освіту здобув при салезіанському монастирі. Згадки про орден, його засновника та його твори є в працях та інтерв'ю письменника.
Джуліо Еко був одним із 13 дітей в сім'ї і хотів, аби його син здобув юридичну освіту, але Умберто вступив до Туринського університету, щоби вивчати середньовічну філософію й літературу, і 1954 року успішно його закінчив. Свою дипломну роботу Умберто писав з Томи Аквінського. Після закінчення роботи над нею та випуску з університету, Еко розірвав свої стосунки з церквою. «Хоч я все ще люблю той світ, я перестав вірити в Бога в свої двадцять, після докторської роботи з Томи Аквінського. Можна сказати, що в дивовижний спосіб він зцілив мене від моєї віри».
Умберто Еко працював на телебаченні, оглядачем одного з найвпливовіших італійських видань «Еспресо» (італ. L’Espresso), викладав естетику і теорію культури в Міланському, Флорентійському і Туринському університетах.
Професор Болонського університету.
У вересні 1962 року одружився з Ренатою Рамґ, вчителькою мистецтв німецького походження, з якою виховали сина й доньку.
Після написання «Празького цвинтаря» висловив припущення, що не буде більше нічого писати, проте це не був останній його роман.
Помер 19 лютого 2016 року в своєму будинку в Мілані.

## Наукова робота і творчість
Як науковець є найбільш відомим спеціалістом нашого часу з історії середньовічної Європи. Також є філософом, хоча цим менш відомий.
Написав понад два десятки наукових праць із семіотики, лінгвістики, теорії літератури, теорії культури, естетики та моралі. Однак світову славу Умбертові Еко принесла не його наукова діяльність, а літературна. Хоча у тканину оповіді кожного роману залучені знання, здобуті ним зі своїх наукових досліджень.
Літературну діяльність розпочав 1980 року написанням філософсько-детективного роману «Ім'я троянди». Цей роман досі залишається його найпопулярнішим твором. Роман «Ім'я рози» (1980) став першою і надзвичайно вдалою пробою пера письменника, що не втрачає своєї популярності й по сьогоднішній день, причому високу оцінку він здобув як у прискіпливих літературних критиків, так і у масового читача.
Приступаючи до аналізу роману, варто звернути увагу на його жанрову своєрідність (в цих та багатьох інших питаннях, що стосуються поетики роману, вчитель повинен звернутися до спроби автоінтерпретації під назвою «Зауваження на полях „Імені троянди“», якою Еко супроводжує свій роман).
Інші відомі романи: «Маятник Фуко» (1988), «Острів напередодні» (1994), «Бавдоліно» (2000), «Таємниче полум'я цариці Лоани» (2004) і «Празький цвинтар» (італ. Il Cimitero di Praga, 2010).

## Семіотична концепція риторики Умберто Еко

### Риторика: між надмірністю й інформацією
У праці «Відсутня структура» (італ. La Struttura Assente, 1968) Умберто Еко висловлює свої погляди на взаємозв'язки між сучасною і класичною риториками, аналізує роль і функції риторики в сучасному суспільстві. Автор виокремлює 3 важливі значення риторики:
1) Риторика як наука про загальні умови спонукального дискурсу. За цю частину відповідає семіотика, оскільки це значення тісно пов’язане з поняттями знаків і повідомлень.
2) Риторика як створення певного типу висловлень, володіння засобами аргументації.
3) Риторика як уся сукупність уже відомих у суспільстві способів переконання.
Найбільш поширене серед цих значень – саме третє: «риторика як сукупність уже відомих у суспільстві способів переконання». Ілюстрацію цієї тези можна знайти в історії риторики: коли шкільна риторика втілювала друге значення риторики («створення певного типу висловлень», володіння засобами аргументації), вона намагалась зводити це значення до вироблення сталих риторичних формул.
Саме тому, коли риторика виробляє теорію тропів і визначає художні засоби і неординарні для мови формули, вона не звертається до конкретики, а виробляє загальні правила, як ці форми можна утворювати.
Умберто Еко також виокремлює два види риторики:
- Риторика як «техніка породження», евристична риторика. Вона провокує дискусію, щоб переконати людину у чомусь.
- Риторика втішальна або, як її метафорично називає сам науковець, «сховище змертвілих і надлишкових форм». Така риторика намагається зміцнити вже наявні переконання слухача за допомогою вдаваної дискусії і суперечки. Насправді ж втішальна риторика апелює до почуттів слухача.

### Риторика як «сховище сталих формул»
Риторика як «сховище сталих формул» постає «арсеналом» формул і готових рішень та містить у собі такі категорії: 
1) Стилістичні засоби, що вже пройшли «перевірку» реципієнтів, і отримали другу назву «художні засоби». До цієї категорії письменник відносить поняття кітчу, адже якраз кітч не привносить, не створює чогось нового, а саме використовує вже добре знайомі художні формули, саме тим і викликаючи насолоду в широкої публіки. 
2) Синтагми зі сталим іконографічним значенням, що характерні для візуальних повідомлень, в яких значення слова передається через сталі зображення: наприклад, поняття Різдво часто передається через певне вже встановлене розташування персонажів: Діви Марії, Йосипа, Ісуса Христа, пастухів. 
3) Сталі конотації з конкретним емоційним сенсом. Поняття, які, окрім прямого значення, мають й емоційне забарвлення (наприклад, Батьківщина, честь, відвага). 
4) Докази зі сторони. Це поняття ввів в обіг Арістотель, і письменник розуміє під ним засоби, які не пов'язані зі змістом висловлювання, але забезпечують емоційний вплив на реципієнта. 

### Риторичні коди та реклама
У своїй роботі «Відсутня структура» (італ. La Struttura Assente, 1968) Умберто Еко також звертає увагу на стосунки риторики та реклами. Він стверджує, що весь риторичний інструментарій використовується не тільки в сфері словесних повідомлень, але також й візуальних. Там можна знайти метафори, метонімії, літоти та оксюморони. Реклама завжди користується візуальними знаками з усталеними значеннями, провокує звичні асоціації, що відіграють роль риторичних посилань, що виникають у більшості . У рекламному дискурсі можна виділити, як і у звичайному мовленні, 6 функцій: емотивну, референтивну, фатичну, металінгвістичну, естетичну, імперативну . Еко пише, що емотивна та естетична функції — найважливіші. Тропи зазвичай використовуються як засоби переконання та емоційного впливу на глядачів. Еко пояснює, що словесна частина реклами слугує для «прив'язки» повідомлення, адже візуальна частина може бути багатозначною і може тлумачитися по-різному. Іноді візуальна частина твориться подібно до риторичних прийомів і може трактуватися і без словесного коментаря, адже є очевидною. Одне із завдань дослідника риторики реклами Умберто Еко вбачає в тому, щоб простежити, як виконуються риторичні рішення обох регістрів — словесного та візуального. Умберто Еко виділяє такі кодифікаційні рівні :
1) Іконічний рівень просто зчитується та чи інша конфігурація, що зображує щось. Здебільшого глядачі приймають це і не думають, чому це так. 
2) Іконографічний рівень — існує два типи кодифікації. Перший, «історичного» типу — використовує конфігурації, що посилаються на класичні значення, наприклад, зображення німбу означає святість. Другий — значення, що були утворені в самій рекламі.
3) Рівень тропів включає візуальні еквіваленти словесних тропів. Прикладом передачі класичних тропів може бути зображення шини, що котиться по подвійному ряду гвіздків і залишається цілою — це очевидна гіпербола.
4) Рівень топосів — у рекламі є іконограми, які провокують ціле поле топосів, що з'являються завдяки звичайному асоціативному ряду неявного повідомлення. Наприклад, можна уявити рекламу, де глядачі бачать маму, яка годує дитину, підсвідомо вони розкладають це зображення на такі твердження: «мама годує дитину», «мама любить свою дитину», «дитина любить свою маму». 

5) Рівень ентимем — рівень візуальної аргументації: іконограми викликають в пам'яті цілу сукупність топосів, і так само вони конотують сукупність ентимем, тобто ймовірних висновків. Наприклад, у рекламі, де мама годує дитину, можна зробити такі висновки: «всі матері стараються потішити своїх дітей якісними продуктами», «всі люблячі мами купують своїм дітям товар Х», «той, хто купує товар Х, тішить свою дитину». 

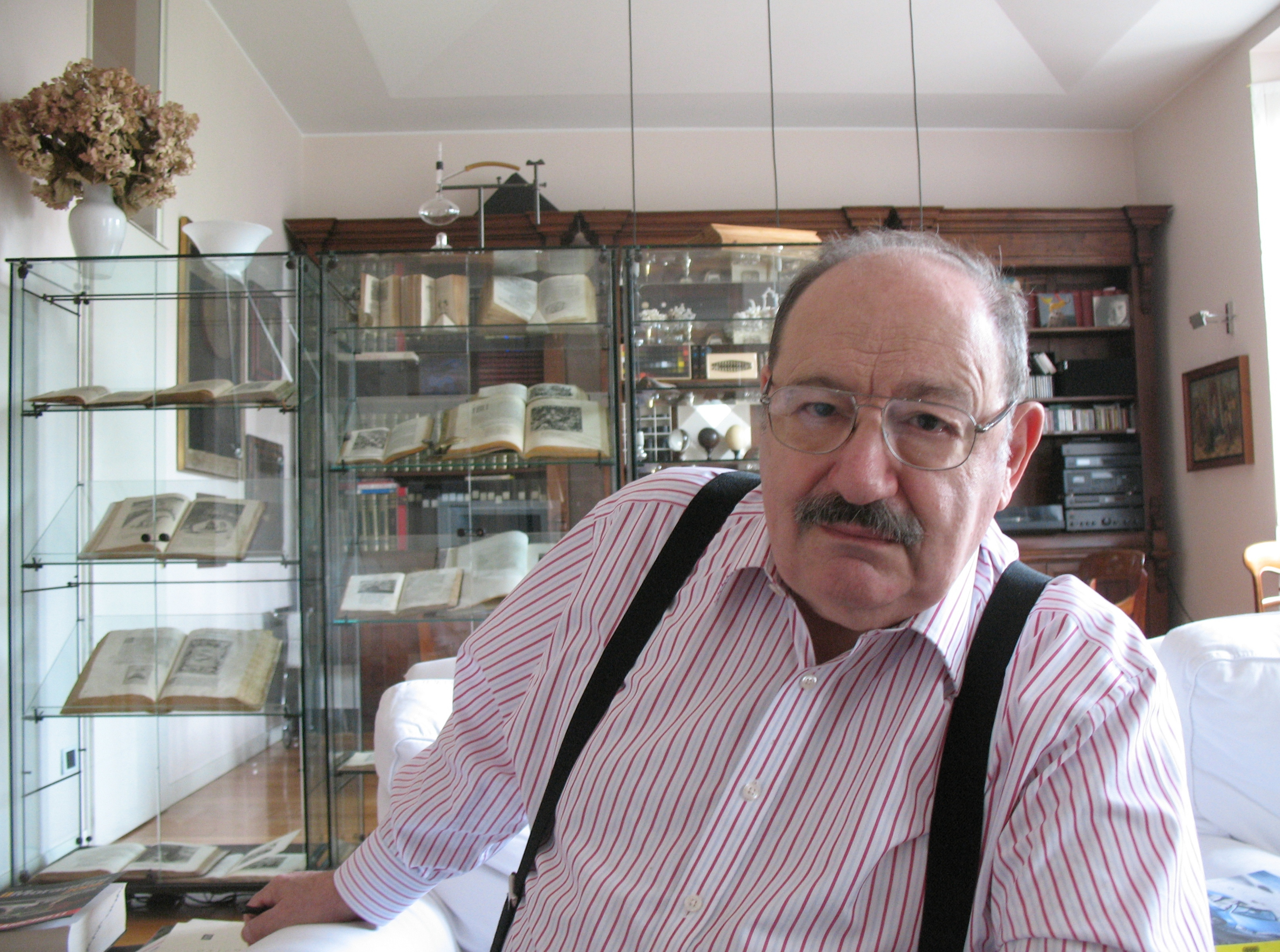
Умберто Еко у своїй вітальні. Фото кореспондента Wiki@Home

## Відзнаки та нагороди
Є почесним доктором 38 знаних університетів світу.
Кавалер французького офіцерського ордена Почесного легіону (2003).

## Українські видання
Твори Умберто Еко українською мовою видавали:
- «Літопис»: «Маятник Фуко» (1998); «Роль читача. Дослідження з семіотики текстів» (2004)
- «Фоліо»: «Ім'я рози» (2006); «Бавдоліно» (2009); «Празький цвинтар» (2011); «Таємниче полум'я цариці Лоани» (2012); «Номер нуль» (2015); «Острів напередодні» (2016)
- «Мандрівець»: «Як написати дипломну роботу: Гуманітарні науки» (2007)
- «Лаурус»: У. Еко, Е. Кармі. «Три оповідки» (2013)
- «Видавництво Старого Лева»: У. Еко, Ж.-К. Кар'єр. «Не сподівайтеся позбутися книжок» (2015)
- «Всесвіт»: фрагменти роману «Дивовижний вогонь королеви Лоани»

Українськомовне видання роману «Празький цвинтар» (переклала Ю. В. Григоренко), яке вийшло друком 2011 року, було одним із перших перекладів цього твору у світі.

## Умберто Еко про Вікіпедію
Умберто Еко часто користувався Вікіпедією, водночас доволі критично ставився до вмісту енциклопедії:
Коли я пишу, то звертаюся до Вікіпедії по довідки 30—40 разів на день, тому що це дійсно корисно. Я вимушено користуюся Вікіпедією, також і через артритні причини: чим більше болить моя спина, тим більших зусиль мені коштує піднятися і перевірити «Treccani» (Італійська енциклопедія наук, літератури та мистецтва, — ред.), отож, якщо я можу знайти дату дня народження кого-небудь у Вікіпедії — тим краще.

Вікіпедія корисна для мене, бо я можу знайти потрібну мені інформацію; я їй не довіряю, бо кожен знає, що зі зростанням Вікіпедії, кількість помилок теж зростає. Я дивлюся в італійську Вікіпедію; я не впевнений чи повідомлення точне, тоді я перевіряю англійську версію, а пізніше ще інше джерело, і якщо всі три кажуть мені, що якийсь пан помер 371 року, тоді я починаю цьому вірити.

Вікіпедія, як і все міжмережжя, має проблему фільтрування інформації. Там є як брехлива, так і правдива інформація; але багатий (під багатими та бідними в цьому випадку Еко має на увазі людей освічених і не дуже — ред.) володіє технікою фільтрування, принаймні в тих сферах, де він хоч трохи тямить. Бідний підхоплює перший уривок інформації, що йому трапляється.
— Інтерв’ю для Вікіпедії 24.04.10(англ.)

## Факти
- Умберто Еко — визнаний експерт у сфері бондології, тобто всього, що пов'язане з Джеймсом Бондом. У цій галузі він видав такі праці: «Справа Бонда» (італ. Il Caso Bond, (англ. The Bond Affair, 1966) — збірка есе за редакцією Умберто Еко; «Наративна структура у Флемінга» (англ. The Narrative Structure in Fleming, 1982).
- На честь Умберто Еко названо астероїд 13069 Умбертоеко[20]

## Цікаво
- Розповідають, що  коли, заходячи до його величезної бібліотеки, гості здивовано запитували: “як? І все це ви перечитали?” – письменник іронічно відповідав, що все це – лише його норма на місяць, а все інше знаходиться в його робочому кабінеті.[21]

### Романи
- Ім'я рози (італ. Il nome della rosa, 1980)
- Маятник Фуко (італ. Il pendolo di Foucault, 1988)
- Острів напередодні (італ. L'isola del giorno prima, 1994)
- Бавдоліно (італ. Baudolino, 2000)
- Таємниче полум'я цариці Лоани (італ. La misteriosa fiamma della regina Loana, 2004)
- Празький цвинтар (італ. Il Cimitero di Praga, 2010)
- Номер нуль (італ. Numero Zero, 2015)

### Наукові та публіцистичні твори
- Естетика Томи Аквінського (італ. Il problema estetico in San Tommaso, 1956)
- Розвиток середньовічної естетики (італ. Sviluppo dell'estetica medievale, 1959)
- Відкритий твір (італ. Opera aperta, 1962)
- Мінімалістичний щоденник (італ. Diario Minimo, 1963)
- Налякані та згуртовані (Апокаліпсис відкладається) (італ. Apocalittici e integrati, 1964)
- Поетика Джеймса Джойса (італ. Le poetiche di Joyce, 1965)
- Відсутність структури (італ. La Struttura Assente, 1968)
- Для домашнього вжитку (Віра в підробки: Подорожі гіперреальністю) (італ. Il costume di casa, 1973)
- Загальна теорія семіотики (італ. Trattato di semiotica generale, 1975)
- Супермен із юрби (італ. Il Superuomo di massa, 1976)
- Від імперської периферії (італ. Dalla periferia dell'impero, 1977)
- Читач у грі (лат. Lector in fabula, 1979)
- Роль читача: Відкриття у семіотиці текстів (англ. The Role of the Reader: Explorations in the Semiotics of Texts, 1979)
- Сім років бажання (італ. Sette anni di desiderio, 1983)
- Післямова до Імені Рози (італ. Postille al nome della rosa, 1983)
- Семіотика та філософія мови (італ. Semiotica e filosofia del linguaggio, 1984)
- З бібліотеки (лат. De Bibliotheca, 1986)
- Межі тлумачення (італ. I limiti dell'interpretazione, 1990)
- Пошуки досконалої мови в європейській культурі (італ. La ricerca della lingua perfetta nella cultura europea, 1993)
- Шість прогулянок літературним лісом (англ. Six Walks in the Fictional Woods, 1994)
- Ур-фашизм (1995) // Historians.in.ua
- Зустріч (італ. Incontro, 1996)
- П'ять есе на тему моралі (італ. Cinque scritti morali, 1997)
- Кант і качконіс (Есеї про мову та сприйняття) (італ. Kant e l'ornitorinco, 1997)
- Випадкові відкриття або Мовне божевілля (англ. Serendipities: Language and Lunacy, 1998)
- Другий мінімалістичний щоденник (італ. Il secondo diario minimo, 1994)
- Досвід у перекладі (англ. Experiences in Translation, 2000)
- Про літературу (лат. Sulla letteratura, 2002)
- Миша чи щур?: Переклад як порозуміння (англ. Mouse or Rat?: Translation as negotiation, 2003)
- Поступ краба: Запеклі війни й медіа-популізм (італ. A passo di gambero. Guerre calde e populismo mediatico, 2006)
- Історія потворності (італ. Storia della bruttezza, 2007)
- З дерева — у лабіринт: історичні дослідження про знаки та інтерпретації (італ. Dall'albero al labirinto: studi storici sul segno e l'interpretazione, 2007)
- Нескінченність списків (англ. The Infinity of Lists, 2009)
- Привид (Маркса) блукає в умовах глобалізації (2015) // Спільне.
- Pape Satàn Aleppe: хроніки плинного суспільства (італ. Pape Satàn Aleppe. Cronache di una società liquida, 2016)

### Книги для дітей
Спільно з художником Еудженіо Кармі (Eugenio Carmi) (укр. переклад — Три оповідки. (Бомба і генерал. Три космонавти. Гном з планети Ґну.) — К.: Лаурус, 2013; переклад Мар'яни Прокопович)
- Бомба і генерал (італ. La bomba e il generale, 1966)
- Три космонавти (італ. I tre cosmonauti, 1966)
- Ґном з планети Ґну (італ. Gli gnomi di Gnu, 1992)

### Співавторство
- Переклад і надпереклад (англ. Interpretation and Overinterpretation, 1992; спільно з Р. Ротрі (R. Rorty), Дж. Куллером (J. Culler), К. Брук-Роуз (C. Brooke-Rose), під редакцією С. Колліні (S. Collini))
- Хто не вірить, що вони вірять? (Віра чи безвір'я?) (італ. In cosa crede chi non crede? (діалог з Карло Марія Мартіні (Carlo Maria Martini)), 1996)
- Історія краси (італ. Storia della bellezza, 2004; спільно з Джіроламо де Мікеле (Girolamo de Michele))
- Не сподівайтеся позбутися книжок (діалог з Жаном-Клодом Кар'єром). Український переклад: Л.: Видавництво Старого Лева, 2015

### Переклади українською
- Еко У. Маятник Фуко. — Львів: Літопис, 1998. — 752 с. (переклад Мар'яни Прокопович)
- Еко У. Роль читача. Дослідження з семіотики текстів. — Львів: Літопис, 2004. — 652 с. (переклад Мар'яни Гірняк)
- Еко У. Ім'я рози. — Х.: Фоліо, 2006. — 576 с. (переклад Мар'яни Прокопович)
- Еко У. Як написати дипломну роботу: Гуманітарні науки. — Тернопіль: Мандрівець, 2007. — 224 с. (переклад Олександра Глотова)
- Еко У. Бавдоліно. — Х.: Фоліо, 2009. — 444 с. (переклад Мар'яни Прокопович)
- Еко У. Празький цвинтар. — Х.: Фоліо, 2011. — 634 с. (переклад Юлії Григоренко)
- Еко У. Таємниче полум'я цариці Лоани. — Х.: Фоліо, 2012. – 412 с. (переклад Юлії Григоренко)
- Еко У. та Кармі Е. Три оповідки. (Бомба і генерал. Три космонавти. Гном з планети Ґну.) — К.: Лаурус, 2013. (переклад Мар'яни Прокопович)
- Еко У. Номер нуль. — Х.: Фоліо, 2015. — 192 с. (переклад Юлії Григоренко)
- Умберто Еко, Жан-Клод Кар'єр. Не сподівайтеся позбутися книжок. — Львів: Видавництво Старого Лева, 2015. — 256 с. (Переклад з французької Ірини Славінської)
- Еко У. Острів напередодні. — Х.: Фоліо, 2016. — 412 с. (переклад Юлії Григоренко)